# カシンガ記念日
カシンガの日（Cassinga Day）は、カシンガの虐殺を追悼するナミビアの休日である 。毎年5月4日は、「1978年に南アフリカ国防軍がアンゴラ南部のカシンガにある南西アフリカ人民機構（SWAPO）難民キャンプを攻撃した際に殺害された人々（約600人）を追悼する」日とされている。毎年ウィントフック郊外のヒーローズ・エーカーで追悼式典が催される。
式典には、現職のハーゲ・ガインゴブ大統領やヒフィケプニエ・ポハンバ元大統領 、サム・ヌジョマ元大統領など、国の重要な政治家が多数出席している（2016年現在）。

## 1978年5月4日
1978年5月4日午前、南アフリカ国防軍はカシンガ村近くのカシンガ難民キャンプを空爆し、 続いて空挺部隊を展開させた。キャンプには亡命してきたSWAPOシンパとその家族が住んでいた 。この攻撃で男性165人、女性294人、子供300人が死亡した。同日には。、トゥチェ テケラ村の近くのベトナム難民キャンプも攻撃された。2016年現在、墓碑は建てられていな いが、ナミビア政府は慰霊碑の建立を計画している。